# Luboš Andršt
Luboš Andršt (26. července 1948 Praha – 20. prosince 2021) byl český bluesový, jazzový, jazzrockový a artrockový kytarista, skladatel a pedagog. Jeho otcem byl český hokejista a sportovní činovník JUDr. Zdeněk Andršt. Jeho bratrancem je zpěvák a kytarista Petr Janda.

## Kariéra

### 60. léta
Na kytaru začal hrát jako autodidakt již ve 14 letech. Rock začal hrát amatérsky v roce 1966 v kapele Roosters, potom následovaly kapely P-67, Colour Images, Double Time a v roce 1969 založil vlastní profesionální skupinu, trio Blues Company Ltd., kde s Andrštem ještě hráli Michal Bláha (bass) a Tolja Kohout (bicí), krátce si zahrál ve skupině George and Beatovens. V roce 1970 se stal členem skupiny Framus Five, která se ale ještě v listopadu téhož roku rozpadla. Nahrávání alba měla však skupina přislíbeno, a tak v prosinci 1970 a v lednu 1971 vznikla významná LP Město ER, která představuje první Andrštovy studiové snímky. Na této desce se Luboš Andršt také poprvé prosadil i autorsky se svými skladbami: Noc je můj den a Perceptua. Se skupinou Framus Five také Luboš Andršt v roce 1970 poprvé účinkoval i v televizi, v hudebním pořadu Léto v Supraphonu.

### 70. léta

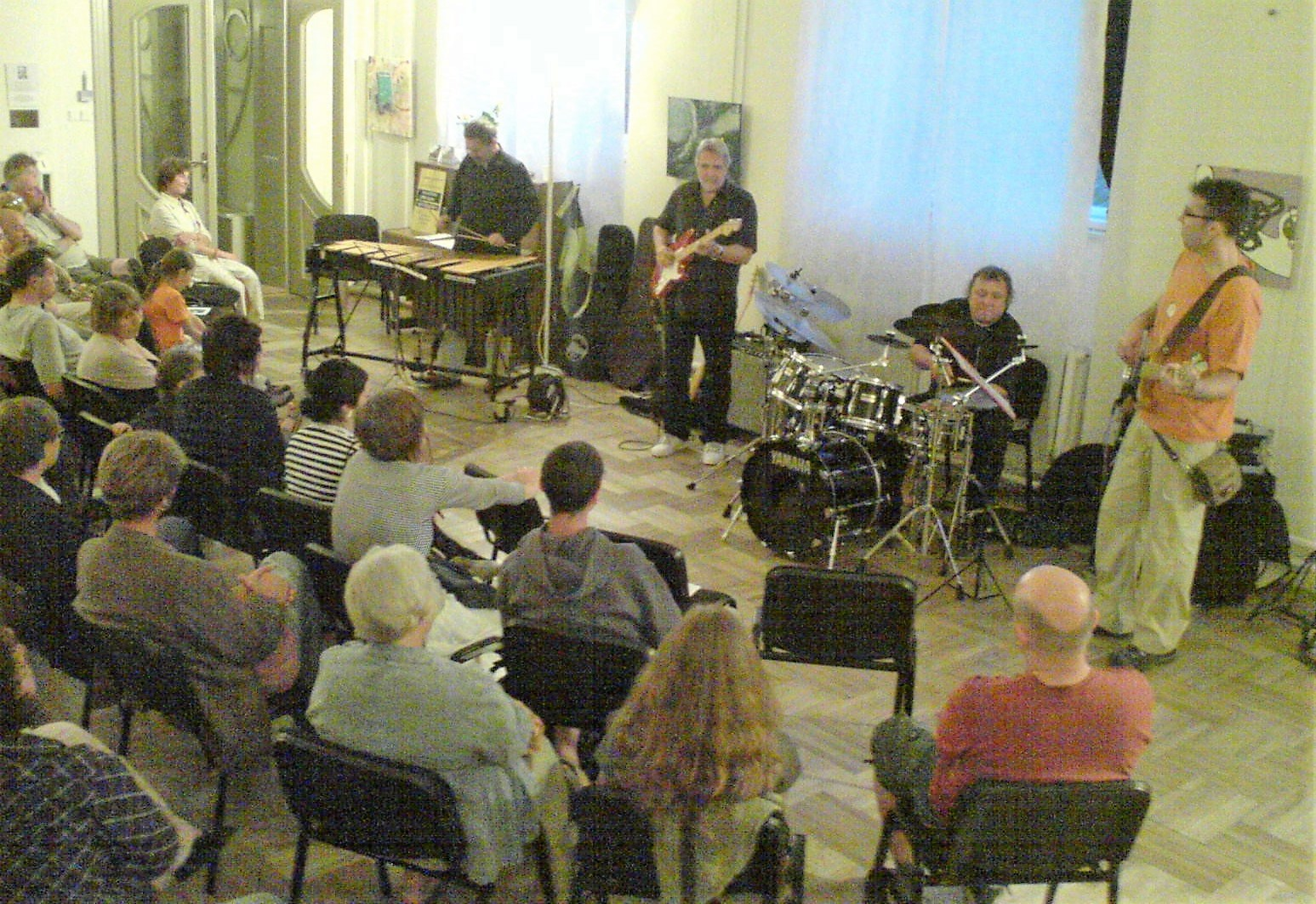
Andršt koncertuje v rámci cyklu Osobnosti jazzu v Muzeu umění a designu Benešov.

Na začátku 70. let působil v jazz-rockovém souboru Jazz Q Martina Kratochvíla, se kterým se v roce 1972 zúčastnil mezinárodních jazzových festivalů ve francouzském Nice a ve finském Pori. Také natočili desku Pozorovatelna (1973). Na přelomu let 1972 a 1973 spolu s Vladimírem Padrůňkem z Jazz Q odešli a oba doplnili dvojicí hráčů z bývalé skupiny Flamengo, Ivana Khunta a Jaroslava Šedivého, aby vytvořili blues-rockový soubor Energit. Koncem roku 1973 však Ivan Khunt a Jaroslav „Erno“ Šedivý skupinu, která trpěla mnoha zákazy vystupování, opustili, emigrovali. Andršt poté do Energitu přivedl jiné muzikanty s bluesovými kořeny, mj. Vladimíra Mišíka, ale po příchodu Emila Viklického v roce 1974 se skupina definitivně přeorientovala na jazz-rockový styl. V roce 1977 se Luboš Andršt také podílel na autorské desce Emila Viklického „V Holomóci městě“ (reedice na cd Supraphon a.s. 2012). Do Jazz Q se Andršt vrátil v roce 1977, stihnul ještě s Jazz Q natočit desku „Zvěsti“, ale již na konci roku z něho opět odešel, aby pokračoval dál s Energitem, v lednu 1978 nahrává LP „Piknik“. V závěru 70. let hrál v akustickém duu společně s jazzovým pianistou Emilem Viklickým a počátkem 80. let Luboš Andršt také vystupoval v kytarovém duu se Zdeňkem Hráškem. Rok 1980 je významným mezníkem v Andrštově hudební dráze. Natočil první sólové album, Capricornus, rozpustil Energit a na začátku roku 1981 založil novou vlastní kapelu Blues Band Luboše Andršta, ve které tehdy působil slovenský zpěvák Peter Lipa.

### 80. léta
V květnu 1981 Andršt vystoupil v Bratislavě s Mariánem Vargou a krátce nato nahrával s Vargovou skupinou Collegium Musicum dvojalbum Divergencie. První strana LP: Refrén, Interludiá, Nemé výčitky, Třetí strana LP, sólo na gitare L. Andršt, věty: Intráda, Elégia, Scherzo, Dialóg.(Opus, 1981). V roce 1983 Luboš Andršt také uspořádal koncertní šňůru s německým kytaristou Toto Blankem. S Blues Bandem koncertoval pravidelně až do odchodu Petera Lipy v červnu 1987. Poté rozštěpil svoje aktivity do mnoha směrů. Znovu se přidal k Framus Five Michala Prokopa, se kterým nahrál album Snad nám naše děti…. Souběžně koncertoval s Michalem Prokopem a Janem Hrubým v akustickém Nu-Triu, v září 1987 vystoupili v NSR a v květnu 1988 v Alžírsku, v hlavním městě Alžíru a na Sahaře, v oáze Ghradaya. Se svou jazzrockovou skupinou Krátké spojení natočil v červnu 1987 sólové album Plus-Minus Blues. V roce 1987 natáčí se zpěvačkou Helenou Arnetovou LP Všechno nebo nic a v roce 1988 s CK Vocalem LP Causa Krysař. Luboš Andršt také nahrál kytarové party do filmu Antonyho Šance (1986), seriálu Křeček v noční košili (1987), filmu Království Za Kytaru (1988) a do TV filmu Vlna (2008), kde je L.A. i spoluautorem hudby s Janem Hrubým a Michalem Prokopem.

### 90. léta a současnost
Po pádu totalitního režimu roku 1989 v Československu a změnách, které se dotkly také kulturního života, přijal nabídku do té doby z politických důvodů perzekvované zpěvačky Marty Kubišové na sestavení její doprovodné skupiny. Výsledkem této spolupráce bylo CD Někdy si zpívám (1991). A také zájezd do Německa, Francie a v prosinci 1990 do Japonska, kde Luboš Andršt s Martou Kubišovou také vystoupili v japonské televizi. V únoru 1991 pak Luboš Andršt se svojí skupinou a s Martou Kubišovou účinkovali v koprodukčním česko-německém seriálu Flash, v díle, epizodě Der Fotoreporter. V květnu 1990 Luboš Andršt hrál na 7. Československém Jazzovém Festivalu v Karlových Varech, kde s Blues Bandem Luboše Andršta také zpívala americká zpěvačka Katie Webster (1936 - 1999) a americký zpěvák Jesse Ballard. Tento koncert natočila ČST Praha (1990). V roce 1992 Luboš Andršt naplno obnovil svůj Blues Band. Od roku 2000 také opět spolupracoval se zpěvákem Michalem Prokopem, v březnu 2000 natočili živé album Odněkud Někam (bluesové standardy) a postupně celkem pět CD a jedno koncertní DVD s obnovenou skupinou Framus Five. Ve stejném roce také obnovili akustické trio Prokop, Andršt, Hrubý.
Vystupoval se svými kapelami Luboš Andršt Group, Blues Band Luboše Andršta, Framus Five, trio Prokop, Andršt, Hrubý a skupina Energit.
Během svého života si zahrál s mnoha předními muzikanty z oblasti jazzu, rocku a blues, mimo jiné též s Paulem Jonesem, Danou Gillespie, Katie Webster, dále s americkým zpěvákem a kytaristou Dani Robinsonem, a především 28. 4. 1998 společně vystoupil v pražském Kongresovém centru (bývalý Palác kultury) s legendárním americkým bluesovým kytaristou a zpěvákem B. B. Kingem. Podruhé pak hrál s B. B. Kingem 9. července 2000 ve Zlíně, v klubu Golem. Je také autorem vzdělávacího pořadu České televize Kytarová klinika (1999). Luboš Andršt byl také v letech 1988 až 2019 stálým lektorem výuky na kytaru na Letní Jazzové Dílně L.J.D. Karla Velebného ve Frýdlantu.
Luboš Andršt také často účinkoval v zahraničí, např. v Polsku, Německu, Francii, Finsku, Turecku, Lucembursku, v Rusku, na Kubě, v Alžírsku, Japonsku, v USA, v Hongkongu a dalších zemích. 9. června 2013 vystoupil v akustickém triu s M. Prokopem a J. Hrubým v USA na Chicago Blues Festivalu v Grant Parku na Pepsi Front Porch Stage, kde si společně také zahráli s americkým kytaristou Johny Primerem, který do roku 1983 hrál s legendárním bluesmanem Muddy Wattersem. V září 2019 Luboš Andršt vystoupil se svým jazzovým kvartetem Luboš Andršt Group v Kanadě, v Edmontonu, Vancouveru a Torontu.

## Diskografie

### Sólová alba
- Capricornus (Panton, Galén, 1981, 2016)
- Plus-Minus Blues (Panton, 1988), sólové album, nahrané se skupinou Krátké spojení
- Imprints (Arta records, 1992)
- Výběr z alb Capricornus a Plus-Minus Blues (Panton, 1995)
- Luboš Andršt s přáteli, LIVE 25 let s Blues (Český rozhlas, 1996)
- Luboš Andršt Acoustic Set (Arta records, 1996)
- Luboš Andršt Man With a Guitar (Studio Fontana, 1999)
- Luboš Andršt Blues Grooves, pure electric blues (Studio Fontana, 2004)
- Luboš Andršt Group Moment In Time (Arta records, 2008)
- DVD LUBOŠ ANDRŠT BLUES ALIVE & WELL (joes garage, 2011)
- Luboš Andršt one man blues / BEST OF (Supraphon, 2013)
- Luboš Andršt 1971–2017 Timeline (Supraphon SU 6779-2, 2023)

### Se skupinou Energit
- Energit (Supraphon, 1975)
- Jazzrocková Dílna 2, skladba Superstimulátor (Panton, 1977)
- Piknik (Panton, 1978)
- Bratislavské džezové dni 1977 Luboš Andršt Energit, skladba Stratus 4. skladba, 2. strana LP (OPUS 1979)
- Bratislavské Džezové Dni 1978 skladba č. 3A Naděje L.Andršt Energit, skladba č.3B Ikebana Duo L. Andršt a E. Viklický (Opus 1980)
- 2 CD Československý jazzrock Energit / Piknik (Indies Happy, Supraphon 2008)
- Times Arrow Luboš Andršt & ENERGIT (Supraphon, 2017)

### Se skupinou Blues Band Luboše Andršta
- Blues z lipového dřeva (Supraphon, 1984)
- Škrtni, co se nehodí (Supraphon, 1987)
- Blues Office Luboš Andršt Blues Band (Supraphon/Artia, 1988)
- Luboš Andršt Blues Band & Ignatz Netzer & Tonya Graves (Gallup music 007, 1996)
- Blues Time Luboš Andršt Blues Band & Ramblin Rex (Best I.A., 1998)
- Mezinárodní Bluesový festival Blues Alive (skladby č.12, č.13) L. Andršt Blues Band & Michal Prokop & Ramblin Rex (Faust records, 1999)
- Neúprosné ráno, skladba č.12: Tento týden nemám čas, skladba č.13: Na seba sa hrám, Peter Lipa & Luboš Andršt Blues Band (Opus 1985, Sony music Bonton 2000)
- Everything Ive Done Luboš Andršt Blues Band & Reesie Davis (Best I.A., 2007)

### Se skupinou Framus Five
- Město ER (Supraphon, 1972, 1990, 1999, 2008, 2016)
- Snad nám naše děti… (Panton, 1989)
- Odněkud někam (Sony Music/Bonton s.r.o. 2000)
- Poprvé naposledy (Sony Music, 2006)
- Live 60, Lucerna, FRAMUS FIVE&Hosté (Sony BMG, 2007)
- Pořád to platí 1968–1989, 6 CD Box (Supraphon 2008)
- Sto roků na cestě (joes garage, 2012)
- Krásný Ztráty Finále CD/DVD (joes garage, 2014)
- Už Je To Napořád 2000–2012, 6 CD BOX FRAMUS 5 (Supraphon 2016)

### Se skupinou Jazz Q
- Pozorovatelna (Panton, 1973 GAD records 2018)
- Zvěsti (Supraphon, 1978)
- 8 CD Box JAZZ Q, (Supraphon Music a.s., 2007)
- Jazz Q pori jazz72 Live 15. 7. 1972 (GAD Records GAD CD 130, 2020)
- Jazz Q tennis (GAD Records 1986, 2025).

### S Michalem Prokopem a Janem Hrubým
- Unplugged – Live, Michal Prokop, Luboš Andršt, Jan Hrubý (Indies Records, 2005)
- Blues ze Staré Pekárny č.3, skladba Dobrú noc má milá, (Indies Records, 2006)